# Jean Kapata
Jean Kapata (25 de diciembre de 1960) es una enfermera y política zambiana, Presidenta del Frente Patriótico durante las elecciones y Ministra de Tierras y Recursos Naturales de Zambia desde septiembre de 2016.

## Trayectoria
Kapata tiene un diploma en enfermería y trabajó como enfermera en el quirófano antes de ser elegida para representar al distrito electoral de Mandevu en las elecciones de 2006 por el Frente Patriótico. Se desempeñó como Ministra de Turismo y Artes, y luego se desempeñó como Viceministra de Desarrollo Comunitario y Salud Materno-infantil. Kapata se ha ocupado de prestar servicios sociales en un distrito electoral densamente poblado, donde las cuestiones de seguridad, saneamiento y salud eran un reto. Fue reelegida en 2011 y en 2016 y fue nombrada Ministra de Tierras y Recursos Naturales.
Kapata había expresado preocupación por el aumento de la degradación forestal y el aumento de la tasa de deforestación producida por la recolección ilegal de madera, las malas prácticas agrícolas y los incendios. La Agencia de Investigación Ambiental la acusó de haber facilitado operaciones de tráfico ilegal de árboles de palisandro de mukula, que están al borde de la extinción y de devastar recursos naturales, los bosques vulnerables y amenazar los medios de subsistencia de las comunidades nativas.
Como Ministra, ha expresado que los inversionistas y los líderes tradicionales deben buscar la orientación del Ministerio de Tierras antes de que se puedan comprar, vender o asignar grandes extensiones de tierra.
Está casada, es madre y abuela.